# Toyota Sequoia
Toyota Sequoia - pełnowymiarowy samochód sportowo-użytkowy produkowany przez japońską firmę Toyota od roku 2001 z przeznaczeniem na rynek północnoamerykański oraz bliskowschodni. Dostępny wyłącznie w wersji 5-drzwiowej. Od 2022 produkowana jest trzecia generacja modelu.

## Pierwsza generacja

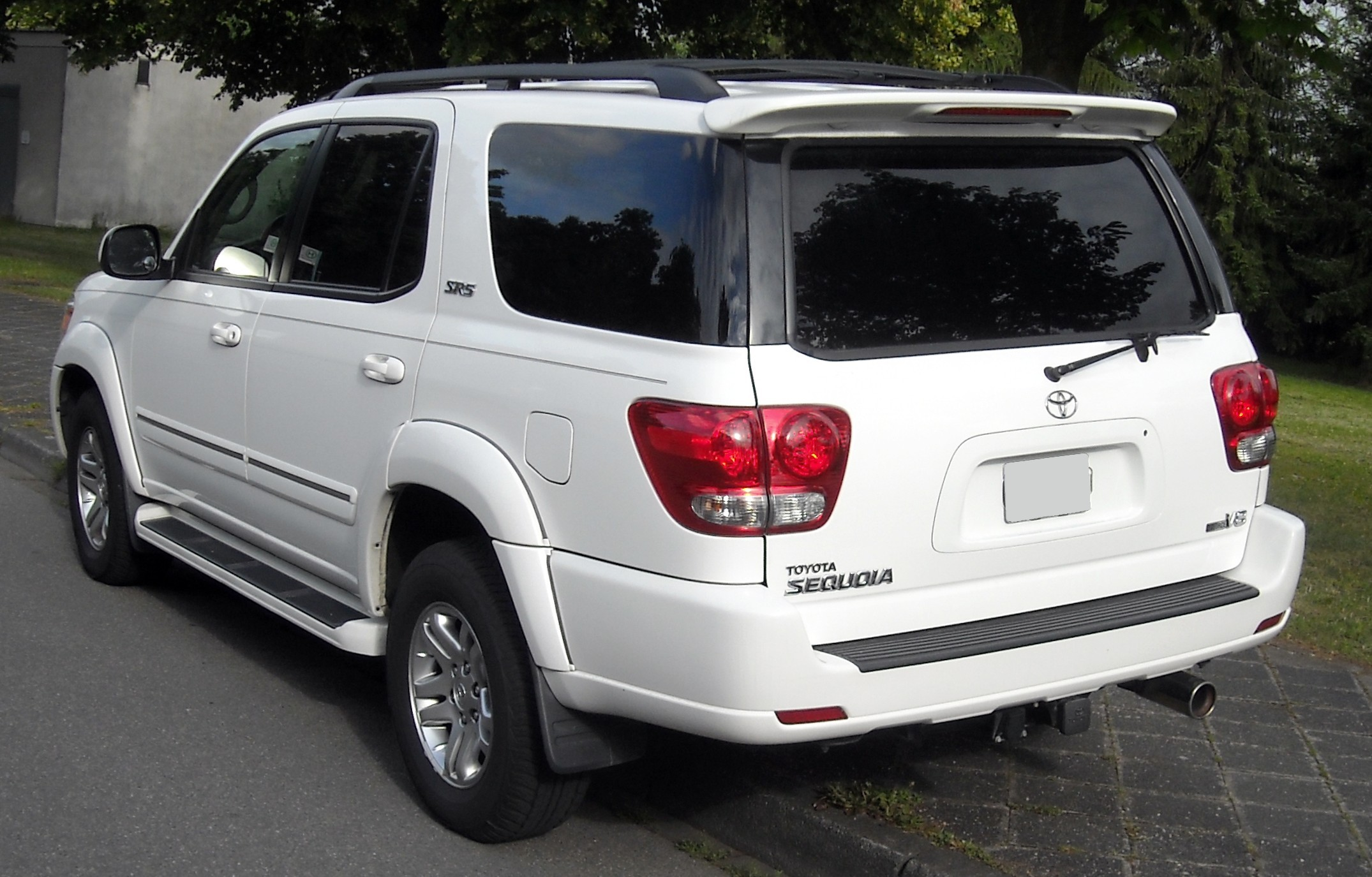
Toyota Sequoia I przed liftingiem - tył

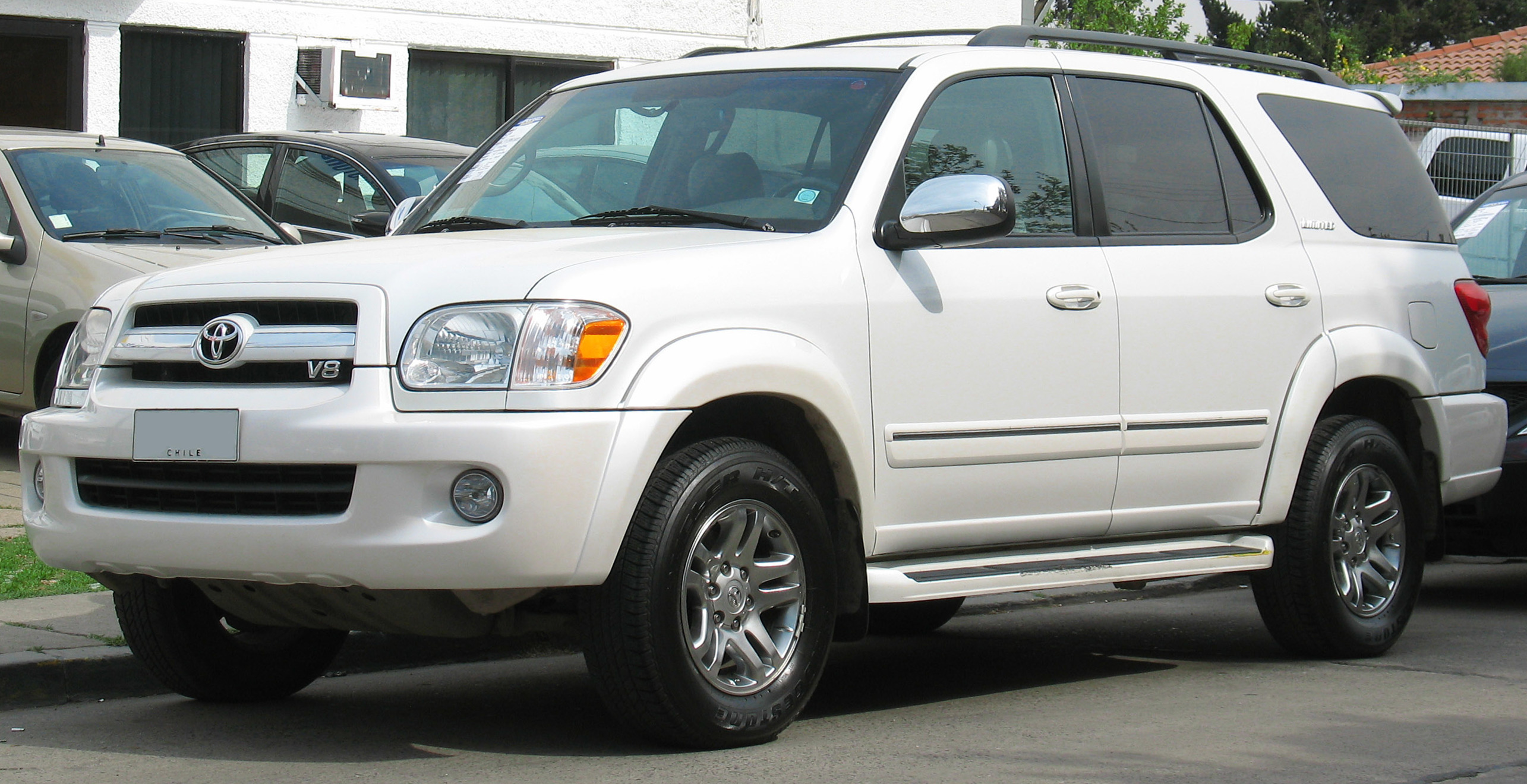
Toyota Sequoia I po liftingu

Toyota Sequoia I została zaprezentowana po raz pierwszy we wrześniu 2000 roku. 
Produkcja seryjna modelu rozpoczęła się na początek 2001 roku. Sequoia nominowała do nagrody North American Truck of the Year 2001. Konstrukcja samochodu została oparta na modelu Toyota Tundra. Pojazd jest dłuższy niż Land Cruiser oraz większy niż Chevrolet Tahoe. Sequoia jest dostępna w dwóch wersjach wyposażenia: SR5 i Limited. Jest sprzedawana zarówno w wersji z napędem na dwa koła, jak i na cztery koła. Kontrola stabilności pojazdu była standardem we wszystkich modelach. W 2003 roku tablica została wyposażona w sterowanie.  

### Lifting
W 2005 roku auto przeszło drobny lifting. Zmienione zostało m.in. przedni zderzak, grill i tylne światła. 5-biegowa automatyczna skrzynia biegów zastąpiła 4-biegową. 

## Druga generacja

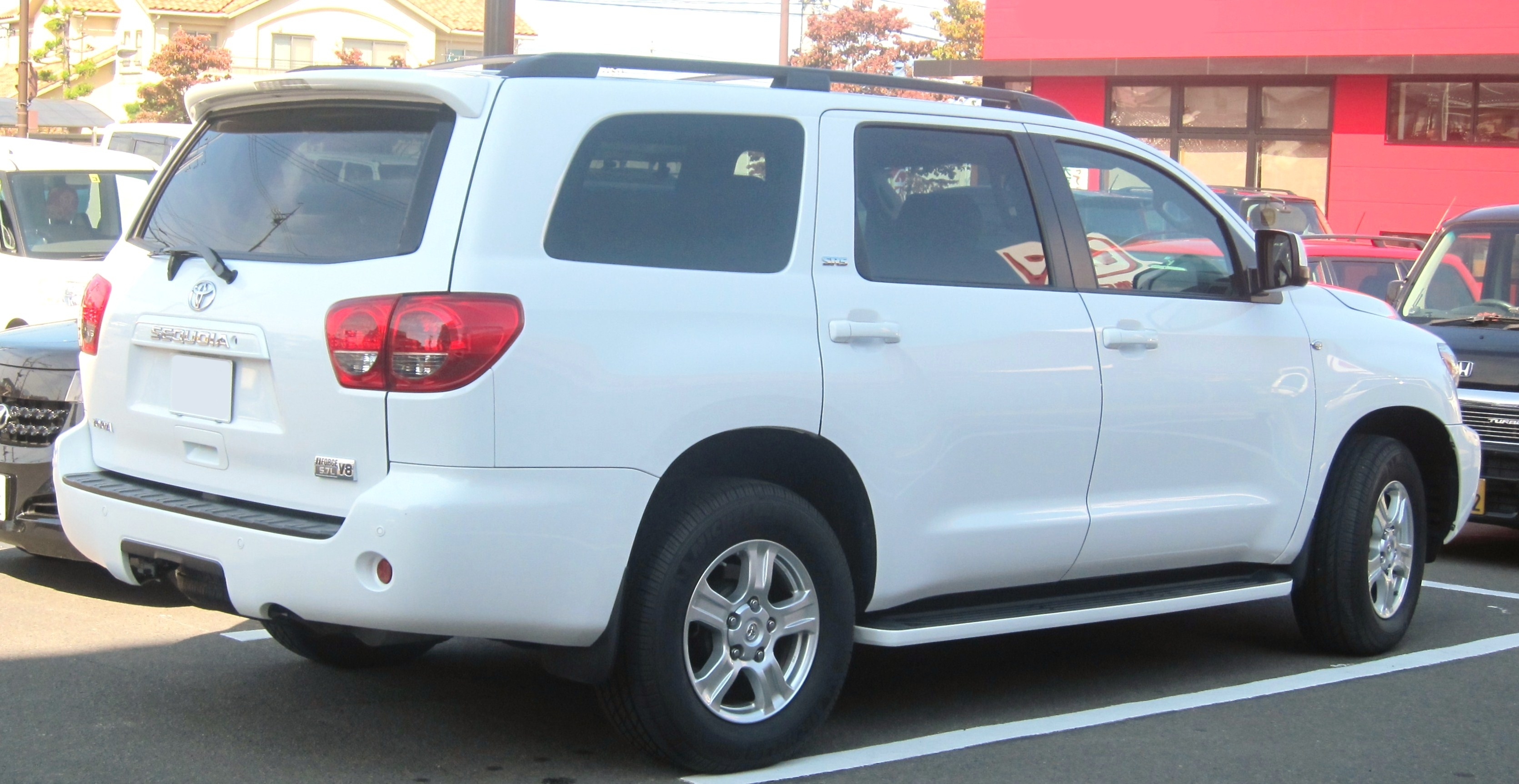
Toyota Sequoia II przed liftingiem - tył

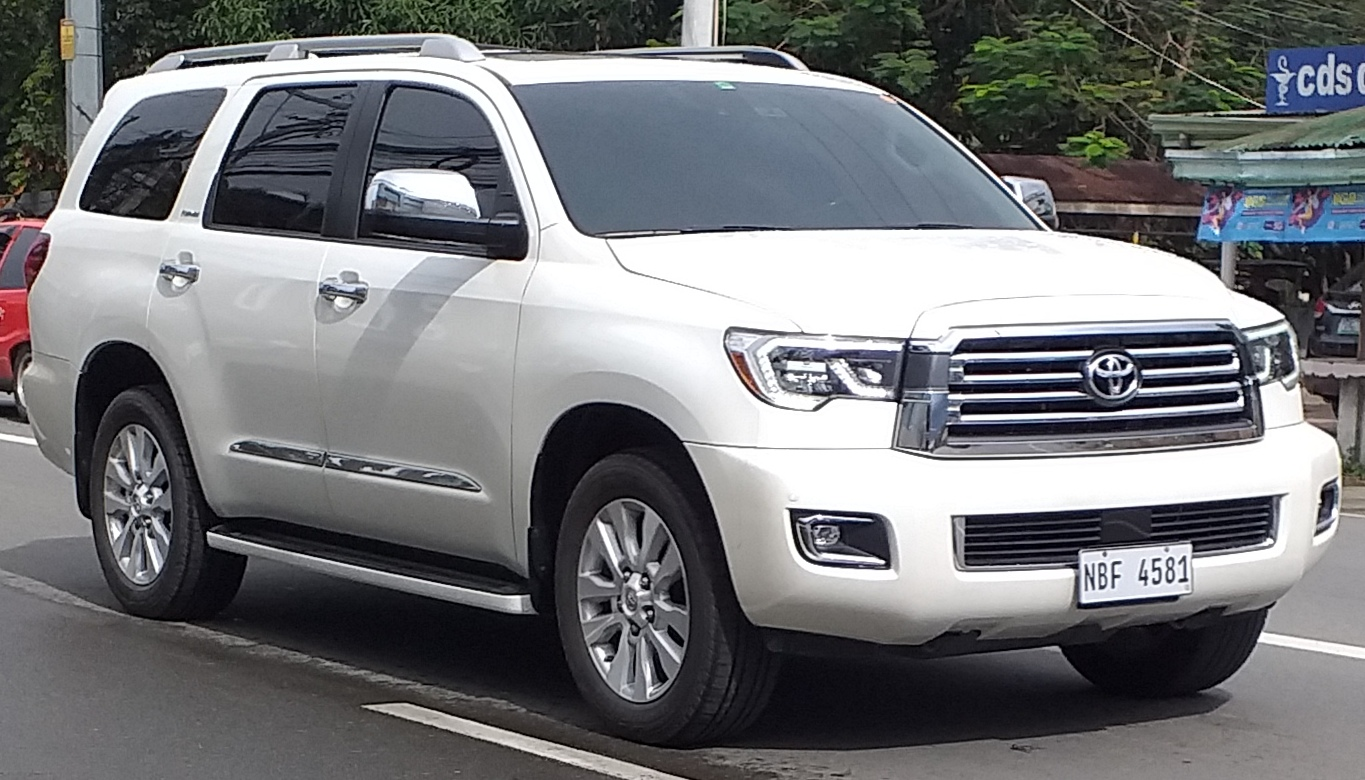
Toyota Sequoia II po liftingu

Toyota Sequoia II została zaprezentowana po raz pierwszy pod koniec 2007 roku.
Sprzedaż ruszyła na początek 2008 roku. Druga generacja bazuje na nowszej Tundrze. Główne różnice to rama całkowicie zintegrowana z nadwoziem, niezależne tylne zawieszenie z podwójnymi wahaczami i sprężynami śrubowymi (dla lepszego komfortu jazdy i oszczędności miejsca) oraz mechanizm różnicowy o ograniczonym poślizgu w modelach z napędem na wszystkie koła. W 2015 roku samochód przeszedł lifting.

## Trzecia generacja

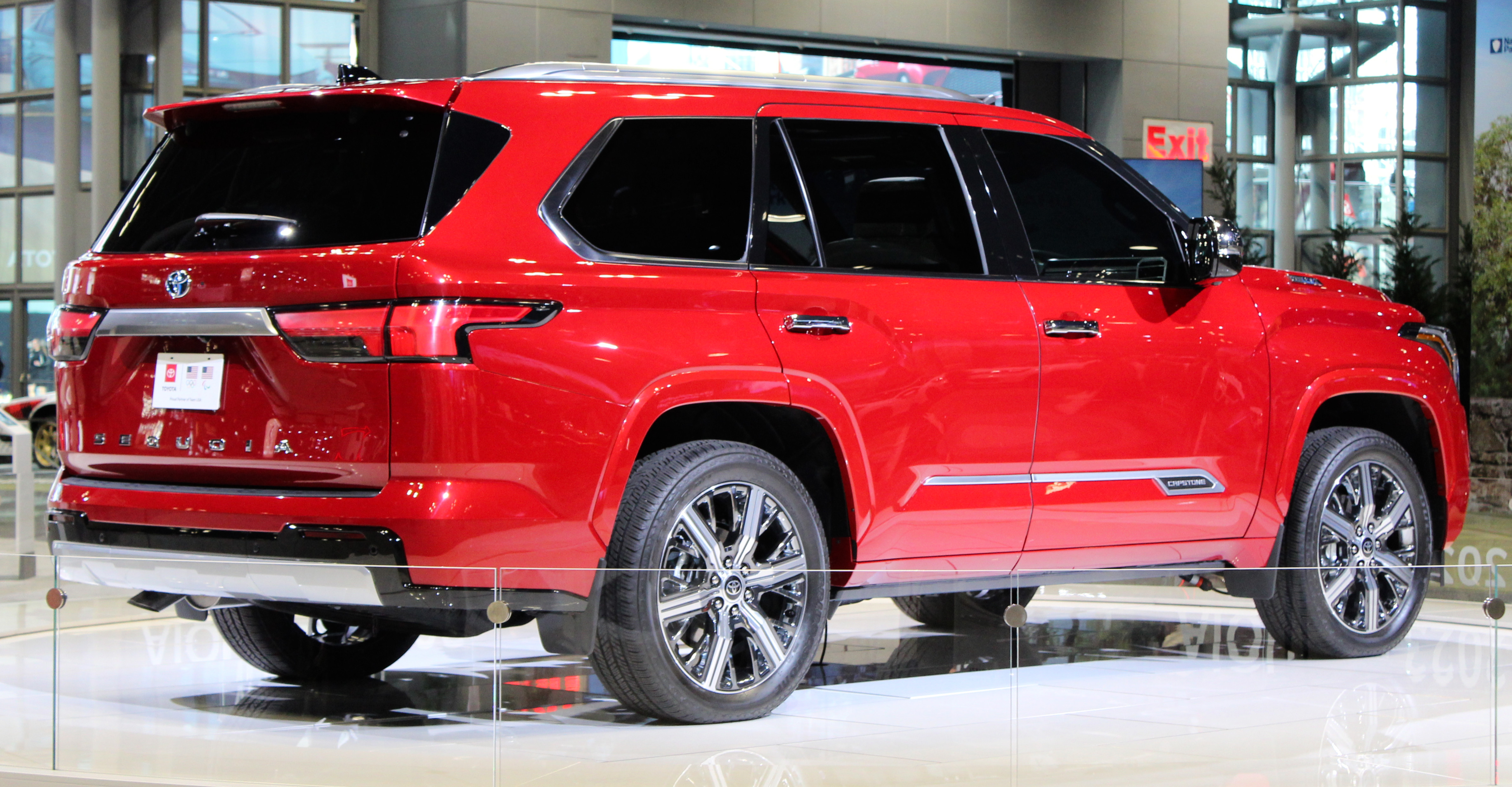
Toyota Sequoia III - tył

Toyota Sequoia III została zaprezentowana na początek 2022 roku. Produkcja trzeciej generacji rozpoczęła się we wrześniu tego samego roku.